# Герб Алнашского района
Герб Алнашского района — официальный символ муниципального образования «Алнашский район» Удмуртии. Герб района утверждён 2003 году; в Государственном геральдическом регистре РФ не зарегистрирован.

## Описание и символика
Описание герба:
Герб Алнашского района представляет собой классический (французский) щит, состоящий из червлёного (красного) верхнего поля и чёрного нижнего поля. На верхнем поле серебряная (белая) фигура человека-лебедя, у которого на груди восьмиконечный солярный знак красного цвета. На нижнем поле серебряная буква «А» с перемычкой в виде стрелы
Чёрный цвет является символом земли и стабильности, красный — цветом солнца и торжества, символом жизни, белый — символом космоса и чистоты нравственных устоев. Восьмиконечный солярный знак по преданию оберегает человека от несчастий.

Альтернативное изображение герба

Автор герба — Ю.Н. Лобанов.

## История
Принят решением Алнашского районного Совета депутатов Удмуртской Республики от 24 октября 2003 года. Известно изображение герба, несколько отличное от официального.